# Гровенор, Хью, 7-й герцог Вестминстер
Хью Ричард Луи Гровенор, 7-й герцог Вестминстер (англ. Hugh Richard Louis Grosvenor, 7th Duke of Westminster; род. 29 января 1991) — британский аристократ, бизнесмен и миллиардер. 7-й герцог Вестминстер с 9 августа 2016 года.
Третий ребёнок и единственный сын Джеральда Гровенора, 6-го герцога Вестминстер и его жены Натальи Филлипс. 

## Образование
Хью и его сёстры Тамара, Эдвина и Виола получили образование в государственной начальной школе, затем продолжали его в частной дневной школе Mostyn House School, расположенной недалеко от фамильного особняка Итон-Холл в графстве Чешир и Элсмир-колледже, графство Шропшир. После этого Хью изучал менеджмент в университете Ньюкасла.

## Карьера
После окончания университета Хью работал в управлении недвижимостью в Wheatsheaf Investment и компании Grosvenor Group, которой владеет семья герцогов Вестминстер, после чего работал финансовым менеджером в компании Bio-bean, специализирующейся на «зелёных» энергетических технологиях.
В августе 2016 года Хью унаследовал титул герцога Вестминстера и бо́льшую часть семейного состояния, которое в настоящее время оценивается в £ 8,3 млрд, при выделении значительных целевых фондов для своих сестёр.

## Личная жизнь
О личной жизни Хью практически ничего не известно, семья стремится сохранить свою частную жизнь в тайне. В октябре 2013 года СМИ назвали его крёстным отцом принца Джорджа Кембриджского, первенца герцога Кембриджского Уильяма и герцогини Кембриджской Кэтрин (ныне принц и принцесса Уэльские соответственно). По состоянию на 2017 год, герцог встречался со своей ровесницей Харриет Томлинсон, с которой познакомился ещё в школьные годы в Элсмир-колледже.
23 апреля 2023 года было объявлено о помолвке Гровенора и Оливии Хенсен после 2 лет знакомства. Помолвка состоялась в доме семьи Гровеноров, Итон-Холл, Чешир.
7 июня 2024 года в Честерском соборе пара обвенчалась.
27 июля 2025 года у супругов родилась дочь, которую назвали Козима Флоренс.

## Титулы
- 29 января 1991 — 9 августа 2016: граф Гровенор
- 9 августа 2016 — настоящее время: Его светлость герцог Вестминстер.